# عطيفيات
العطيفيات (الاسم العلمي: Campylobacterales) هي رتبة من البكتيريا تتبع الطبقة من طائفة المتقلبات الإيبسيلون.

## التصنيف
- العطيفات
  - العطيفة